# Chavignon
Chavignon – miejscowość i gmina we Francji, w regionie Hauts-de-France, w departamencie Aisne.
Według danych na styczeń 2014 roku gminę zamieszkiwały 774 osoby, a gęstość zaludnienia wynosiła 67,4 osób/km².